# كلير مورغان
كلير مورغان (بالإنجليزية: Claire Morgan)‏ هي فنانة بريطانية، ولدت في 18 مايو 1980 في بلفاست في المملكة المتحدة.